# Château d'Auberoques
Le château d'Auberoques est un château situé en France sur la commune de Sévérac-le-Château, dans le département de l'Aveyron en région Occitanie.
Il fait l'objet d'une inscription au titre des monuments historiques depuis le 16 septembre 1991.

## Description

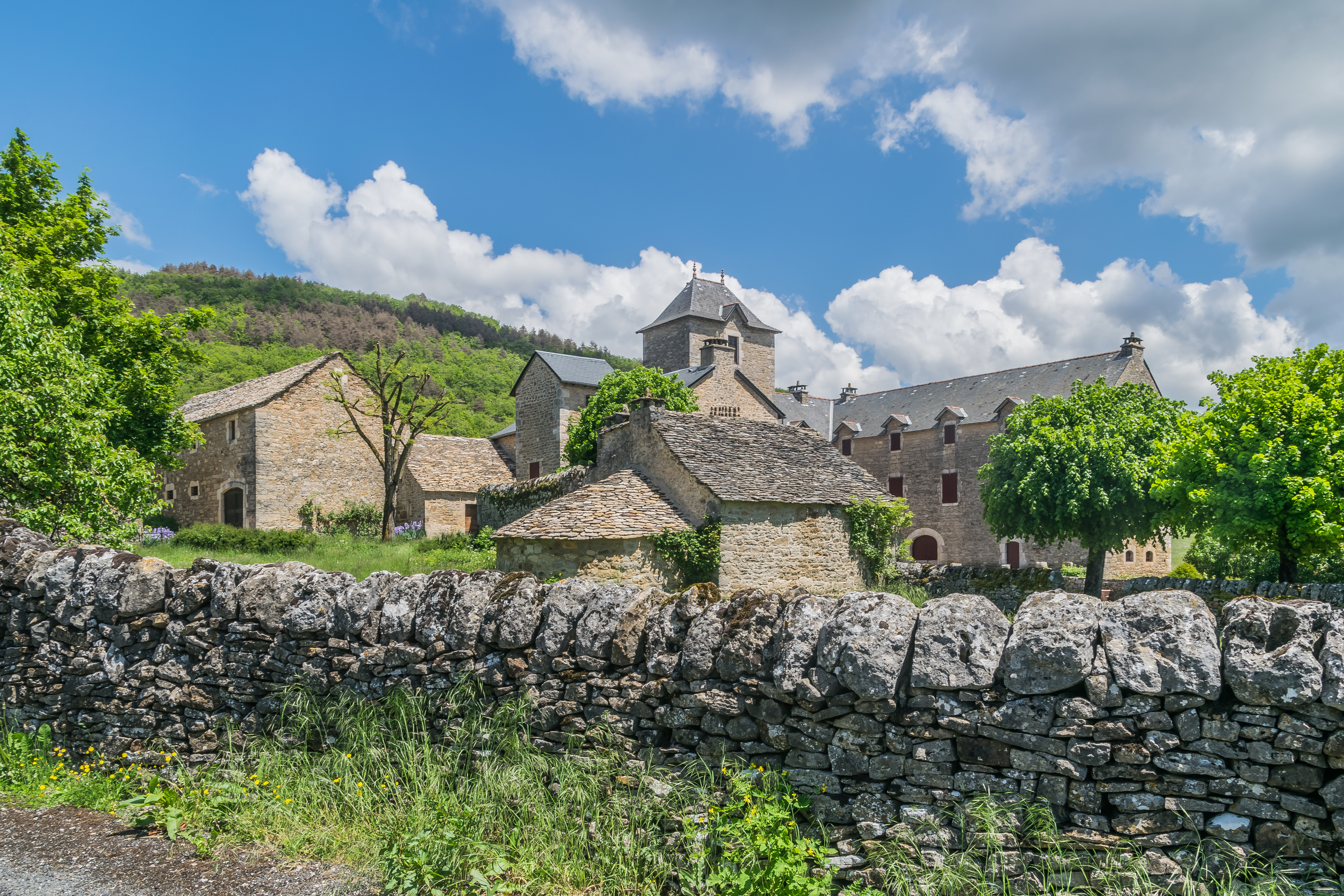
Château d'Auberoques avec son jardin.

## Localisation
Le château est situé  sur la commune de Sévérac-le-Château, dans le département français de l'Aveyron.

## Historique
L'édifice est inscrit au titre des monuments historiques en 1991.